# Доминичи, Педро Сесар
Педро Сесар Доминичи (исп. Pedro César Dominici; 18 февраля 1873, Карупано — 23 августа 1954, Буэнос-Айрес, Аргентина) — венесуэльский писатель
, драматург, литературный критик, журналист, редактор, дипломат. Представитель начального этапа модернизма в литературе Венесуэлы.

## Биография
Занимался журналистикой. Сотрудничал с журналом El Cojo Ilustrado. Был основателем газет El Noticiero и El Bien Público. Соучредитель журнала Cosmópolis. В 1905—1909 годах редактировал журнал Venezuela, выходивший в Париже. Журнал Venezuela тайно распространялся в Венесуэле.
Драматург, прозаик, литературный критик и эссеист.
Кадровый дипломат. Представлял Венесуэлу в качестве Чрезвычайного и Полномочного посла в Италии, Испании, Великобритании, Аргентине, Чили и Уругвае. В 1890 году был генеральным консулом в Риме. Находясь в Европе внимательно следил за развитием эстетических и философских идей конца XIX-го — начала XX-го века.

## Избранные произведения

### Пьесы
- El Hombre Que Volvió (драма, 1949)
- La Casa (Трагикомедия, 1949)
- La Venus Triste (Комедия, 1950)
- Angélica (Трагикомедия, 1950)
- Amor Rojo, El Drama de las Multitudes, (драма, 1951)

### Проза
- Ideas e Impresiones (París, 1897)
- La Tristeza Voluptuosa (Роман, Caracas, 1899)
- El Triunfo del Ideal (Роман, París, 1901)
- Una Sátrapra (Роман, Caracas 1901)
- Dionysos (Роман, 1904)1
- Libro Apolíneo (Хроники и эссе, Caracas, 1909)
- Tronos Vacantes (Критика, Buenos Aires, 1914)
- El Cóndor (Роман, Buenos Aires, 1925)
- Bajo el Sol del Otoño (Buenos Aires, 1947)
- Evocación (La novela de un amor infeliz) (Роман, 1949)